# ماشین ۳۱۰۹
سیارک ۳۱۰۹ (به انگلیسی: 3109 Machin، نامگذاری:1974DC) سه هزار و صد و نهمین سیارک کشف شده‌است که در ۱۹ فوریه ۱۹۷۴ کشف شد.
قدر مطلق سیارک برابر ۱۱٫۶۰ است.